# 아조메테인
아조메테인(영어: Azomethane)은 화학식 CH3-N=N-CH3을 갖는 유기 화합물이다. 시스-트랜스 이성질체를 나타낸다. 1,2-다이메틸하이드라진 이염화물과 아세트산 나트륨 용액에서 염화 구리(II)의 반응으로 생성될 수 있다. 이 반응은 염화 구리(I)의 아조메테인 착물을 생성하며, 이는 열분해에 의해 자유 아조메테인을 생성할 수 있다. 이것은 실험실에서 메틸 라디칼의 공급원이다.
CH3-N=N-CH3 → 2 CH3· + N2

## 더 읽어보기
- Jianying Zhang, Gangling Chen, Xuedong Gong (September 2021). 《Energetic azo compounds based on 2,2′, 4,4′, 6,6′- hexanitroazobenzene: Structures, detonation performance, and sensitivity》. 《Computational and Theoretical Chemistry》 (영어) 1203. 113344쪽. doi:10.1016/j.comptc.2021.113344. 2022년 10월 23일에 확인함.
- Wolfgang W. Schoeller, Guido D. Frey (2016년 11월 7일). 《Oxidative Addition of π-Bonds and σ-Bonds to an Al(I) Center: The Second-Order Carbene Property of the AlNacNac Compound》. 《Inorganic Chemistry》 (영어) 55. 10947–10954쪽. doi:10.1021/acs.inorgchem.6b01488. ISSN 0020-1669. PMID 27739674. 2022년 10월 1일에 원본 문서에서 보존된 문서. 2022년 10월 23일에 확인함.